# Europejskie Igrzyska Halowe w Lekkoatletyce 1968 – sztafeta 3 × 1000 m mężczyzn
Sztafeta 3 × 1000 metrów mężczyzn – jedna z konkurencji biegowych rozgrywanych podczas lekkoatletycznych europejskich igrzysk halowych w hali Palacio de Deportes w Madrycie. Rozegrano od razu bieg finałowy 10 marca 1968.Zwyciężyła reprezentacja Związku Radzieckiego. Tytułu z poprzednich igrzysk nie broniła sztafeta Republiki Federalnej Niemiec.

## Rezultaty

### Finał
Rozegrano od razu bieg finałowy, w którym wzięły udział 3 sztafety.

Opracowano na podstawie materiału źródłowego.
| Miejsce | Reprezentacja  | Zawodnicy                                          | Czas   |
| ------- | -------------- | -------------------------------------------------- | ------ |
| 1       | ZSRR           | Michaił Żełobowski, Oleg Rajko, Anatolij Wierłan   | 7:13,6 |
| 2       | Hiszpania      | Alberto Esteban, Enrique Bondia, Virgilio González | 7:23,6 |
| 3       | Czechosłowacja | Pavel Hruška, Jan Kasal, Miroslav Jůza             | 7:40,2 |